# Jovan Jovanović Zmaj
Jovan Jovanović Zmaj (Јован Јовановић Змај), född 24 november 1833 i Novi Sad , Serbien, död där 3 juni 1904, var en serbisk poet.
Innan han började skriva arbetade han som läkare, inom förvaltning, med teater och som redaktör för olika tidskrifter. En av dessa var den satiriska Zmaj, vilken han senare tog till sitt eget namn. 
Hans författarskap sträckte sig från patriotisk poesi till barnböcker. Kanske mest kända utanför Serbien är hans två lyriska böcker Rosor (Đulići) från 1864 och Vissnande Rosor (Đulići uveoci) från 1882. Den första uttrycker glädjen han upplever i sitt äktenskap och sina barn. Den andra skrev han efter hans frus och deras barns tragiska bortgång.
Det var efter barnens död som Zmaj vbörjade rikta in sig på barnlitteratur, något som dittills inte varit tillgängligt inom den serbiska litteraturen. Med hjälp av dessa böcker spred han inte bara det serbiska språket utan även information om hygien.
Zmaj var också konstnär och emblemet som han ritade för det serbiska litterära förbundet pryder än idag varje bok som de trycker.